# Сопп, Улав Юхан
Улав Юхан Сопп (норв. Olav Johan Sopp, при рождении — Юхан Олуф Ульсен (Johan Oluf Olsen), в 1886—1907 — Улав Юхан-Ульсен (Olav Johan-Olsen); 6 октября 1860 — 14 августа 1931) — норвежский миколог.

## Биография
Улав Юхан Ульсен родился 6 октября 1860 года в городе Хамар в семье Йоханнес Бакке Ульсена и его супруги Берты Марии Умдаль. Учился в школе в Хамаре, в 1879 году поступил в Университет Кристиании. В 1880—1885 годах путешествовал по Норвегии, занимаясь изучением шляпочных грибов.
В 1882—1885 годах работал ассистентом профессора Яльмара Хейберга в Институте патологии и анатомии Университета Кристиании, занимался организацией микологической коллекции Университета.
Некоторое время учился у Оскара Брефельда в Мюнстере, затем — в Карлсбергской лаборатории с Эмилем Кристианом Хансеном. В 1888 году получил степень кандидата медицины Университета Кристиании. В 1887—1890 годах — руководил физиологической лабораторией в компании Рингнес. С 1890 года руководил молокозаводом в деревне Капп, впоследствии — главный бактериолог компании Нестле. Несколько лет работал врачом.
С 1889 года Юхан-Ульсен был женат на Ингеборг Марии Финкенхаген (развелись в 1893 году), с 1894 года — на Каролине Луизе Евгении Илен.
В 1893 году защитил диссертацию доктора философии в Университете Кристиании.
В 1897 году опубликовал статью, в которой впервые предложил считать грибы самостоятельным царством организмов. С 1898 года — член Академии наук Кристиании. В 1907 году сменил имя на «Улав Юхан Сопп» (норв. sopp — «гриб»).
В 1900 году стал кавалером Ордена Святого Олафа.
Скончался 14 августа 1931 года в Каппе.

## Некоторые научные работы
- Johan-Olsen O. Norske Aspergillusarter. — Christiania, 1886. — 25 p.
- Sopp O. J.-O. Monographie der Pilzgruppe Penicillium. — Kristiania, 1912. — 208 p.

## Виды, названные именем У. Соппа
- Penicillium soppii K.Zaleski, 1927
- Scopulariopsis soppii S.P.Abbott, 2002